# جيم رايت (لاعب كرة قدم أمريكية)
جيم رايت (بالإنجليزية: Jim Wright)‏ هو لاعب كرة قدم أمريكية أمريكي، ولد في 12 ديسمبر 1935 في إدينبورغ في الولايات المتحدة.